# St. Cloud (Floride)
Pour les articles homonymes, voir Saint Cloud.
St. Cloud est une ville du comté d'Osceola en Floride, aux États-Unis.

## Histoire
En 1870,  Hamilton Disston de Philadelphie a construit la première pêcherie.
En 2000, la ville comptait 20 074 habitants. Selon le bureau du recensement des États-Unis, sa population est de 35 183 habitants en 2010. Elle se trouve près de la ville de Kissimmee et des parcs à thèmes d’Orlando. Elle fait partie de la Metropolitan Statistical Area d’Orlando–Kissimmee.

## Démographie
| 1920  | 1930  | 1940  | 1950  | 1960  | 1970  |
| ----- | ----- | ----- | ----- | ----- | ----- |
| 2 011 | 1 863 | 2 042 | 3 001 | 4 353 | 5 041 |

| 1980  | 1990   | 2000   | 2010   | - | - |
| ----- | ------ | ------ | ------ | - | - |
| 7 840 | 12 453 | 20 074 | 35 183 | - | - |